# Hitorijime My Hero
Hitorijime My Hero (ひとりじめマイヒーロー Hitoriji me Maihīrō?, lit. Mi propio héroe) es una serie de manga de género yaoi escrita e ilustrada por Memeco Arii. Ha sido serializada en la revista Gateau de la editora Ichijinsha desde febrero de 2012. Una adaptación a serie de anime producida por el estudio de animación Encourage Films y dirigida por Yukina Hiiro, comenzó a trasmitirse el 8 de julio de 2017. El anime ha sido licenciado en Estados Unidos por Sentai Filmworks.
La historia se centra en dos parejas principales; la primera compuesta por el estudiante de secundaria Masahiro Setagawa y el profesor de matemáticas Kōsuke Ōshiba, a medida que su relación emerge y se fortalece a pesar de tener que enfrentar una gran variedad de altibajos. La segunda pareja es compuesta por el hermano menor de Kōsuke, Kensuke Ōshiba, y el amigo de la infancia de este último, Asaya Hasekura.

## Argumento
Masahiro Setagawa ha dejado de creer en la existencia de los héroes, principalmente al haberse involucrado en numerosos problemas y ver que nadie ha venido jamás en su rescate. Solo y lidiando con una vida familiar problemática, termina por unirse a una pandilla, por la cual a menudo es intimidado y utilizado como el chico de los recados. Sin embargo, un infame luchador callejero llamado Kōsuke Ōshiba, quien es apodado el "asesino de osos" y es temido por las pandillas de la ciudad, inadvertidamente le rescata de esa miserable vida. Kōsuke también resulta ser el hermano mayor de quien sería su mejor amigo, Kensuke Ōshiba, y su actual profesor de matemáticas. Kōsuke ha tomado a Masahiro como su "subordinado" y promete protegerlo, pero ambos parecen guardar por el otro sentimientos mucho más profundos. Mientras tanto, Kensuke se reencuentra con un viejo amigo de la infancia, Asaya Hasekura, un joven popular que declara su amor por Kensuke y deja a este confundido e inseguro sobre sus sentimientos.

## Personajes

### Principales
Masahiro Setagawa (勢多川 正広 Setagawa Masahiro?)
Voz por: Toshiki Masuda
Masahiro es el protagonista principal de la historia. Comienza siendo un joven apesadumbrado y solitario, en parte debido a su problemática vida familiar. Jamás ha conocido a su padre y su madre, quien no suele prestarle demasiada atención, trabaja prostituyéndose, a menudo trayendo a sus clientes a la casa, para gran pesar de Masahiro. Con el fin de evadir a su madre y sus clientes suele salir y pasar el rato en la calle, siendo en unas de estas ocasiones cuando conoció y se unió a una pandilla de delincuentes, dentro de la cual fue apodado "Settie" y usualmente actúa como el chico de los recados. Abandonó la pandilla tras conocer a Kōsuke, quien lo tomó como su "subordinado", pero su relación rápidamente evolucionó a una de amantes. Masahiro es muy bueno en la cocina y casi siempre realiza las tareas domésticas en el hogar de la familia Ōshiba.
Kōsuke Ōshiba (大柴 康介 Ōshiba Kōsuke?)
Voz por: Tomoaki Maeno
Kōsuke es el deuteragonista de la historia y hermano mayor de Kensuke. Tiene fama de ser un temerario luchador callejero que ha derrotado a numerosas pandillas, algo a lo que Kōsuke simplemente se refiere como "rehabilitación" de delincuentes. Fue apodado el "asesino de osos" y su estatus es casi legendario por todo aquel que sepa de él, además de infundir terror entre las pandillas de delincuentes. Trabaja como profesor de matemáticas en la escuela de su hermano y Masahiro.
Kensuke Ōshiba (大柴 健介 Ōshiba Kensuke?)
Voz por: Yoshitsugu Matsuoka, Ayaka Shimizu (joven)
Es el hermano menor de Kōsuke y novio de Hasekura. Kensuke ha sido amigo de Hasekura desde que ambos eran niños, pero su amistad se rompió temporalmente cuando Hasekura se vio obligado a mudarse de ciudad y Kensuke se negó a aceptarlo. Ambos volvieron a reencontrarse en la escuela secundaria, donde este le confiesa su amor y Kensuke, inicialmente, desconoce sus propios sentimientos hacia él. 
Asaya Hasekura (支倉 麻也 Hasekura Asaya?)
Voz por: Shin'nosuke Tachibana, Ami Koshimizu (joven)
Es el mejor amigo de Kensuke y su posterior novio. Hasekura ha estado enamorado de Kensuke desde niños, pero no fue hasta que ambos volvieron a encontrarse en la secundaria cuando le confiesa su amor. 

### Secundarios
Mitsuru Fukushige (福重 満 Fukushige Mitsuru?)
Voz por: Daiki Yamashita
Es un compañero de clases y amigo de Masahiro, Kensuke y Hasekura. Siempre se le ve usando un par de horquillas para el cabello. Al comienzo se muestra incapaz de comprender la relación entre Masahiro y Kōsuke debido a la diferencia de edad, aunque posteriormente termina aceptándola.
Takeshi Yamabe (山部 剛 Yamabe Takeshi?)
Voz por: Yūto Adachi
Es otro de los compañeros de Masahiro, Kensuke y Hasekura. Siempre usa un pañuelo marrón en el cuello y visita junto a los demás la casa de Kensuke luego de la escuela.
Jirō Yoshida (吉田 次郎 Yoshida Jirō?)
Voz por: Seiichirō Yamashita
Es otro de los compañeros de Masahiro, Kensuke y Hasekura. Regularmente visita junto a los demás la casa de Kensuke luego de la escuela y sus calificaciones son excelentes.
Natsuo (夏生?)
Voz por: Wataru Hatano
Es un antiguo compañero de universidad de Kōsuke. Trabaja como camarero en el bar que este suele frecuentar.
Tsunehito Hōjō (宝城 常人 Hōjō Tsunehito?)
Voz por: Takayuki Kondō
Es un antiguo compañero de universidad de Kōsuke. Trabaja como detective y está casado con Ayaka, la hermana mayor de Asaya.
Ayaka Hasekura (支倉 彩香 Hasekura Ayaka?)
Voz por: Ami Koshimizu
Es la hermana mayor de Asaya y esposa de Tsunehito. También fue compañera de universidad de Kōsuke.
Miho Ōshiba (大柴 美保 Ōshiba Miho?)
Voz por: Kana Ueda
Es la madre de Kōsuke y Kensuke. Es una persona muy amable, pero es terrible cocinando y por ende normalmente deja las tareas domésticas a Masahiro. 
Yabase (矢橋?)
Voz por: Atsushi Tamaru
Es uno de los excompañeros de Masahiro cuando este todavía frecuentaba la pandilla. Él y Kensuke también solían ser compañeros de clase en la primaria, quien le recuerda como un chico apesadumbrado. Debido a que sus circunstancias familiares son similares a las de Masahiro, encontró en él una sensación de cercanía, pero desarrolla celos hacia Kōsuke al descubrir que Masahiro ahora estaba junto a este.

## Media

### Manga
Hitorijime My Hero comenzó su serialización en la revista Gateau de la editorial Ichijinsha en febrero de 2012, y hasta la fecha cuenta con dieciséis volúmenes publicados. La serie es un spin-off del manga anterior de Memeco Arii, Hitorijime Boyfriend, y actualmente posee más de 700.000 copias en circulación.

### Anime
Una adaptación a serie de anime dirigida por Yukina Hiiro y producida por Encourage Films comenzó a emitirse el 8 de julio de 2017, siendo licenciada para su transmisión en inglés por Sentai Filmworks. El tema de apertura es Heart Signal (ハートシグナル?) por Wataru Hatano, mientras que el tema de cierre es True Love (大柴健介?) interpretado de forma individual por los miembros principales del elenco; Toshiki Masuda, Yoshitsugu Matsuoka, Tomoaki Maeno y Shin'nosuke Tachibana. Las cuatro versiones del tema son presentadas en los diferentes episodios.

#### Lista de episodios
| #  | Título | Estreno                  |
| -- | --- | ------------------------ |
| 1  | «En el comienzo, él no me diría nada» «Hajimari wa, Itsumo Oshiete Moraenai» (はじまりは、いつも教えてもらえない。)             | 8 de julio de 2017       |
| 2  | «Los días continúan, pero hay más» «Guruguru Mainichi, Dakedo Motto» (ぐるぐる毎日、だけどもっと。)                             | 15 de julio de 2017      |
| 3  | «Como un pequeño, pequeñísimo rayo de luz» «Sore wa, Chiisana Chiisana Hikari no You ni» (それは、ちいさなちいさな光のように。) | 22 de julio de 2017      |
| 4  | «Un presentimiento, escondido por el humo fragante» «Yokan wa, Kuyuru Kemuri ni Kakureteru» (予感は、くゆる煙にかくれてる。)    | 29 de julio de 2017      |
| 5  | «Una persona digna de amor» «Ai Suru ni Taru, Sonzai» (愛するに足る、存在。)                                                    | 5 de agosto de 2017      |
| 6  | «Mi salvador, sé libre» «Kyuuseishu yo, Jiyuu de Are» (救世主よ、自由であれ。)                                                  | 12 de agosto de 2017     |
| 7  | «El aullido de los estudiantes de secundaria» «Danshi Koukousei, Hoeru» (男子高校生、吠える。)                                  | 19 de agosto de 2017     |
| 8  | «Emociones inexpresables me empujan hacia adelante» «Tomedonai Kimochi, Senaka o Oshite» (とめどない気持ち、背中を押して。)     | 26 de agosto de 2017     |
| 9  | «Hacia dónde están dirigidos mis sentimientos» «Kono Omoi no, Mukau Saki» (この想いの、向かう先)                                | 2 de septiembre de 2017  |
| 10 | «Ser feliz, es demasiado doloroso» «Shiawasette, Konna ni Kurushii» (幸せって、こんなに苦しい。)                                | 9 de septiembre de 2017  |
| 11 | «Por eso, solo quiero que sonrías» «Dakara, Tada Waratte Ite Hoshii» (だから、ただ笑っていてほしい。)                           | 16 de septiembre de 2017 |
| 12 | «El mejor lugar del mundo» «Sekai de Ichiban, Yasashii Basho» (世界で1番, やさしい場所。)                                       | 23 de septiembre de 2017 |